# Watson, Arkansas
Watson är en ort i Desha County i delstaten Arkansas, USA.